# Селајна (Тексас)
Селајна (енгл. Celina) град је у америчкој савезној држави Тексас. По попису становништва из 2010. у њему је живело 6.028 становника.

## Демографија
Према попису становништва из 2010. у граду је живело 6.028 становника, што је 4.167 (223,9%) становника више него 2000. године.
| Група             | 2000.         | 2010.         |
| Белци             | 1.243 (66,8%) | 4.413 (73,2%) |
| Афроамериканци    | 171 (9,2%)    | 239 (4,0%)    |
| Азијати           | 2 (0,1%)      | 34 (0,6%)     |
| Хиспаноамериканци | 423 (22,7%)   | 1.237 (20,5%) |
| Укупно            | 1.861         | 6.028         |